# Steirastoma stellio
Steirastoma stellio är en skalbaggsart som beskrevs av Francis Polkinghorne Pascoe 1866. Steirastoma stellio ingår i släktet Steirastoma och familjen långhorningar.
Artens utbredningsområde är:
- São Tomé och Príncipe.
- Guyana.
- Honduras.
- Panama.
- Paraguay.
- Uruguay.

Inga underarter finns listade i Catalogue of Life.